# Рвотный центр
Рвота возникает при возбуждении рвотного центра в продолговатом мозге. С центром рвоты связана специальная хеморецепторная зона, получившая название пусковой (триггерной). Расположена она на дне IV желудочка. Стимуляция хемоцепторов пусковой зоны приводит к возбуждению центра рвоты.
Рвотный центр только воспринимает афферентацию от периферических нейронов. Основным афферентным путем рефлекторной дуги являются чувствительные волокна блуждающего нерва. Более высокие отделы ствола мозга и корковые центры также влияют на рвотный рефлекс, поскольку акту рвоты способствует электрическая стимуляция коры головного мозга, гипоталамуса и таламуса. Отдельные запахи, вкусовые ощущения и зрительные образы могут возбуждать кортикобульбарные афферентные нейроны, которые в свою очередь активируют рвотный центр.
Рвотный центр иннервируют M1-холинорецепторы.
В пусковой (триггерной) зоне центра рвоты расположены:
-Дофаминовые D2-рецепторы;
-Серотониновые 5-HT3-рецепторы.
Вестибулярные ядра — M1-холино- и H1-рецепторы.
Висцеральную афферентную систему, возбуждаемую
стимулами от глотки до желудка, — 5-HT3 -рецепторы.